# Mésange grise
Poecile sclateri
Espèce
Statut de conservation UICN

 LC  : Préoccupation mineure
Synonymes
- Parus sclateri Kleinschmidt, 1897 (préféré par UICN)

La mésange grise (Poecile sclateri) est une espèce de passereaux de la famille des paridés et qui se rencontre dans le sud-ouest des États-Unis et au Mexique.

## Sous-espèces
D'après le Congrès ornithologique international, cette espèce est constituée des quatre sous-espèces suivantes (ordre phylogénique) :
- Poecile sclateri eidos  (Peters, 1927)
- Poecile sclateri garzai (Phillips, 1986)
- Poecile sclateri sclateri (Kleinschmidt, 1897)
- Poecile sclateri rayi (Miller & Storer, 1950)